# Saussurea pratensis
Saussurea pratensis là một loài thực vật có hoa trong họ Cúc. Loài này được J.Anthony miêu tả khoa học đầu tiên năm 1934.